# Grigorij Gamburcev
Grigorij Alexandrovič Gamburcev (rusky Григо́рий Алекса́ндрович Га́мбурцев; 10. březnajul./ 23. března 1903greg. 1903 Petrohrad – 28. června 1955 Moskva) byl ruský geofyzik a seismolog.
Pocházel z rodiny profesionálních vojáků, přítelem jeho prarodičů byl Anton Pavlovič Čechov. Navštěvoval Lidovou univerzitu A. P. Šaňavského a pak matematickofyzikální fakultu Lomonosovovy univerzity, kde se věnoval výzkumu Kurské magnetické anomálie. V roce 1926 univerzitu dokončil a nastoupil do Všesvazového úřadu pro geofyzikální průzkum. Působil jako pedagog na Ruské státní geologické univerzitě a na Gubkinově univerzitě ropy a plynu v Moskvě. Od roku 1938 pracoval pod vedením Otto Šmidta v geofyzikálním ústavu Akademie věd SSSR a od roku 1949 byl jeho ředitelem. V roce 1946 se stal dopisujícím a v roce 1953 řádným členem Akademie věd.
Zpočátku se věnoval optice a napsal práci o rozptylu světla v mořské vodě, pak se zaměřil na studium zemské kůry. Vyvinul zdokonalenou konstrukci seismografu. Zavedl metodu odražených vln, využívanou při hledání nerostných zdrojů i pro předpovídání zemětřesení. Vedl průzkum ropných ložisek v Išimbaji a na Apšeronském poloostrově, zabýval se také hledáním uranu pro sovětský jaderný program.
Jeho manželkou byla astronomka Perla Weizmannová, neteř Chajima Weizmanna. Měli syna Azarije, který byl rovněž geofyzikem. Gamburcev byl jedním z mála nestraníků ve vedení Akademie věd, stal se terčem pomluv a bylo navrženo zrušení jeho vědeckého pracoviště. Během jednání předsednictva Akademie věd o této otázce Gamburcev utrpěl mrtvici, na kterou téhož dne zemřel ve věku 53 let. Je pohřben na Novoděvičím hřbitově v Moskvě.
V roce 1941 získal Stalinovu cenu, v roce 1945 Řád rudého praporu práce a v roce 1953 Leninovu cenu. Je po něm pojmenováno Gamburcevovo pohoří v Antarktidě, výzkumné plavidlo Akademik Gamburcev a ropné pole Gamburcevův val v Něneckém autonomním okruhu.